# Jacques Lippe
Pour les articles homonymes, voir Lippe.
Jacques Élysée Marius Ghislain Lippe, né le 19 avril 1925 à Nivelles et mort le 21 septembre 1990 à Forest (Bruxelles), est un comédien belge. Pendant sa longue carrière cet artiste polyvalent est présent sur scène de la chanson au théâtre, de la télévision au cinéma.

## Biographie
Jacques Lippe est le fils d'Edgard Lippe (1902-1976) et de Blanche Delcourt (1903-1984).
Il doit son goût de la fantaisie à Marie Hautain (1873-1962), sa grand-mère paternelle, qui le laissait en toute liberté de rêveries pendant ses grandes vacances.
À partir de 1930, Jacques Lippe va vivre à Bruxelles avec ses parents.
À quinze ans, il décrète « je veux faire l'artiste ». Il se présente à un concours de chants, appelé à l'époque « crochet », et y remporte le premier prix, ce qui lui vaut d'être engagé par le cabaret "Le Grillon",.
Entre 1940 à 1965, Jacques Lippe fait du cabaret comme artiste de music-hall, dont l’Ancienne Belgique dirigée alors par Georges Mathonet. Comme chansonnier il fait des imitations de Fernandel. Mais, lorsque éclate la Seconde Guerre mondiale les spectacles ferment tôt et sont sujets à des interdictions de l'occupant,. Il faudra attendre la Libération pour que souffle sur Bruxelles un vent nouveau de folie et l’AB devient le centre de cette explosion de joie et de cette soif de divertissements. Mais cet emploi devenant moins prisé dans l'après-guerre, il se tourne en 1964 vers le théâtre.
Il joue Le Bourgeois gentilhomme et Les Joyeuses Commères de Windsor. Mais son rôle le plus célèbre est celui de Ferdinand Beulemans, le père de Suzanne Beulemans, dans Le Mariage de mademoiselle Beulemans, en 1967. Il jouera cette pièce plus de 300 fois avec Christiane Lenain tenant le rôle d'Hortense Beulemans.
Il continue à exercer le métier de chansonnier jusqu'en 1965 lorsque Roger Domani, directeur du Théâtre de Poche de Bruxelles, lui propose un rôle dans L'Alchimiste, pièce de Ben Jonson. À partir de ce moment, le don de Jacques Lippe pour la scène l'entraîne dans une seconde carrière. On le voit dans "le Maître de Santiago", Le Bourgeois gentilhomme, "le Pain Dur", "la Mort d'un Commis Voyageur", où il fait un triomphe, et "les Soldats" où il triomphe encore dans le rôle de Churchill, et dans de nombreuses autres pièces sur plusieurs théâtres bruxellois. Le Mariage de Mademoiselle Beulemans, sa pièce fétiche, reprise de nombreuses fois au Théâtre royal des Galeries de Bruxelles et retransmise à la télévision, le fera connaître d'un plus large public. Parallèlement, il obtient des premiers rôles au cinéma 
Il est également chanteur. Ainsi, il enregistre Où es-tu mon bon vieux Bruxelles ? en 1986.
Il crée avec Léonil Mc Cormick en 1988, le Théâtre de la Valette à Ittre, en Brabant wallon. Dans cette localité un café brasserie porte son nom, la Brasserie Lippe.
Jacques Lippe meurt d'un cancer du poumon le matin du 21 septembre 1990, alors qu'un géant à son effigie effectue sa première sortie le soir même au Vismet à Bruxelles.

## Filmographie
- 1969 : Les Gommes de Lucien Deroisy
- 1971 : Bruno, l'enfant du dimanche de Louis Grospierre
- 1972 : Les Évasions célèbres, épisode Jacqueline de Bavière : le mercier
- 1973 : La Fête à Jules de Benoît Lamy : le commissaire de police et amant de la directrice du home
- 1977 : Jambon d'Ardenne de Benoît Lamy
- 1979 : Bobo Jacquo de Walter Bal : le frère de Freddie
- 1981 : À hauteur d'homme: film historique sur le médecin belge Louis Seutin[13] de Jean-Marie Piquint
- 1988 : L'Œuvre au noir d'André Delvaux : Myers
- 1990 : Monsieur de Jean-Philippe Toussaint
- 1990 : Babylone de Manu Bonmariage

## Distinctions
- 1966 : Ève du Théâtre